# The Wicked Pickett
The Wicked Pickett è un album di Wilson Pickett, pubblicato dalla Atlantic Records nel 1966 (come riportato stampato sul retrocopertina dell'ellepì).

## Tracce
Lato A
1. Mustang Sally – 3:04 (Bonny Rice) – Registrato al Fame Studios di Muscle Shoals, Alabama, 13 e 14 ottobre 1966
2. New Orleans – 2:32 (Frank Guida) – Registrato al Fame Studios di Muscle Shoals, Alabama, 13 e 14 ottobre 1966
3. Sunny – 3:16 (Bobby Hebb) – Registrato al Fame Studios di Muscle Shoals, Alabama, 12 ottobre 1966
4. Everybody Needs Somebody to Love – 2:16 (Bert Berns, Solomon Burke, Jerry Wexler) – Registrato al Fame Studios di Muscle Shoals, Alabama, 12 ottobre 1966
5. Ooh Poo Pah Doo – 2:37 (Jessie Hill) – Registrato al Fame Studios di Muscle Shoals, Alabama, 13 e 14 ottobre 1966
6. She Ain't Gonna Do Right – 2:14 (Dan Penn, Linden Oldham) – Registrato al Fame Studios di Muscle Shoals, Alabama, 8, 9 e 11 maggio 1966

Durata totale: 15:59
Lato B
1. Knock on Wood – 2:40 (Eddie Floyd, Steve Cropper) – Registrato al Fame Studios di Muscle Shoals, Alabama, 13 e 14 ottobre 1966
2. Time Is on My Side – 2:31 (Norman Meade) – Registrato al Fame Studios di Muscle Shoals, Alabama, 13 e 14 ottobre 1966
3. Up Tight Good Woman – 2:29 (Dan Penn, Linden Oldham) – Registrato al Fame Studios di Muscle Shoals, Alabama, 12 ottobre 1966
4. You Left the Water Running – 2:31 (Dan Penn, Rick Hall, Oscar Franck) – Registrato al Fame Studios di Muscle Shoals, Alabama, 13 e 14 ottobre 1966
5. Three Time Loser – 2:19 (Don Covay, Ronnie Miller) – Registrato al Fame Studios di Muscle Shoals, Alabama, 13 e 14 ottobre 1966
6. Nothing You Can Do – 2:14 (Bobby Womack) – Registrato al Fame Studios di Muscle Shoals, Alabama, 8, 9 e 11 maggio 1966

Durata totale: 14:44

## Formazione
Mustang Sally, New Orleans, Ooh Poo Pah Doo, Knock on Wood, Time Is on My Side, You Left the Water Running, Three Time Loser
- Wilson Pickett - voce
- Spooner Oldham - tastiera, pianoforte, organo
- Lincoln Chips Moman - chitarra
- Jimmy Johnson - chitarra ritmica
- Tommy Cogbill - basso
- Roger Hawkins - batteria
- Gene Miller - tromba
- Ed Logan - sassofono tenore
- Charles Chalmers - sassofono tenore
- Gil Caple - sassofono tenore

Sunny, Everybody Needs Somebody to Love, Up Tight Good Woman
- Wilson Pickett - voce
- Spooner Oldham - tastiera, pianoforte, organo
- Steve Cropper - chitarra
- Jimmy Johnson - chitarra ritmica
- Rodrigo Brito - basso
- Roger Hawkins - batteria
- Gene Miller - tromba
- Jordan Loganes - sassofono tenore
- Charles Chalmers - sassofono tenore
- Gil Caple - sassofono tenore

She Ain't Gonna Do Right, Nothing You Can Do
- Wilson Pickett - voce
- Spooner Oldham - tastiera, pianoforte, organo
- Lincoln Chips Moman - chitarra
- Jimmy Johnson - chitarra
- John Peck - chitarra
- Tommy Cogbill - basso
- Roger Hawkins - batteria
- Wayne Jackson - tromba
- Charlie Chalmers - sassofono tenore
- Andrew Love - sassofono tenore
- Floyd Newman - sassofono baritono